# Palácio dos Cedros
Palácio dos Cedros, como é conhecida popularmente uma das mansões da família Jafet, está localizada no bairro do Ipiranga, São Paulo, na Rua Bom Pastor, número 800. A residência foi construída no ano de 1922, com projeto do engenheiro Heribaldo Siciliano. À frente do palácio, está o Monumento comemorativo à Independência, atualmente batizado de Museu do Ipiranga. Seu terreno tem ao todo área de 14 mil metros quadrados. 
O núcleo familiar do casal Basílio Jafet e Adma Jafet, e suas filhas Violeta e Ângela, residiram no local por mais três décadas, entre os anos de 1923 e 1957. Além da primeira casa, dentro do terreno há uma segunda construção, um palácio feito para a filha Violeta e seu marido, Chedid Jafet, entregue ao casal no ano de 1934. 
No ano de 1928, Basílio Jafet registrou em cartório a vontade de que após a morte de suas filhas, o local fosse transformado em museu. No entanto, isso nunca se realizou. Atualmente, o local funciona como um espaço de eventos, o Palácio dos Cedros, que realiza casamentos, festas de debutante e eventos corporativos.

## História

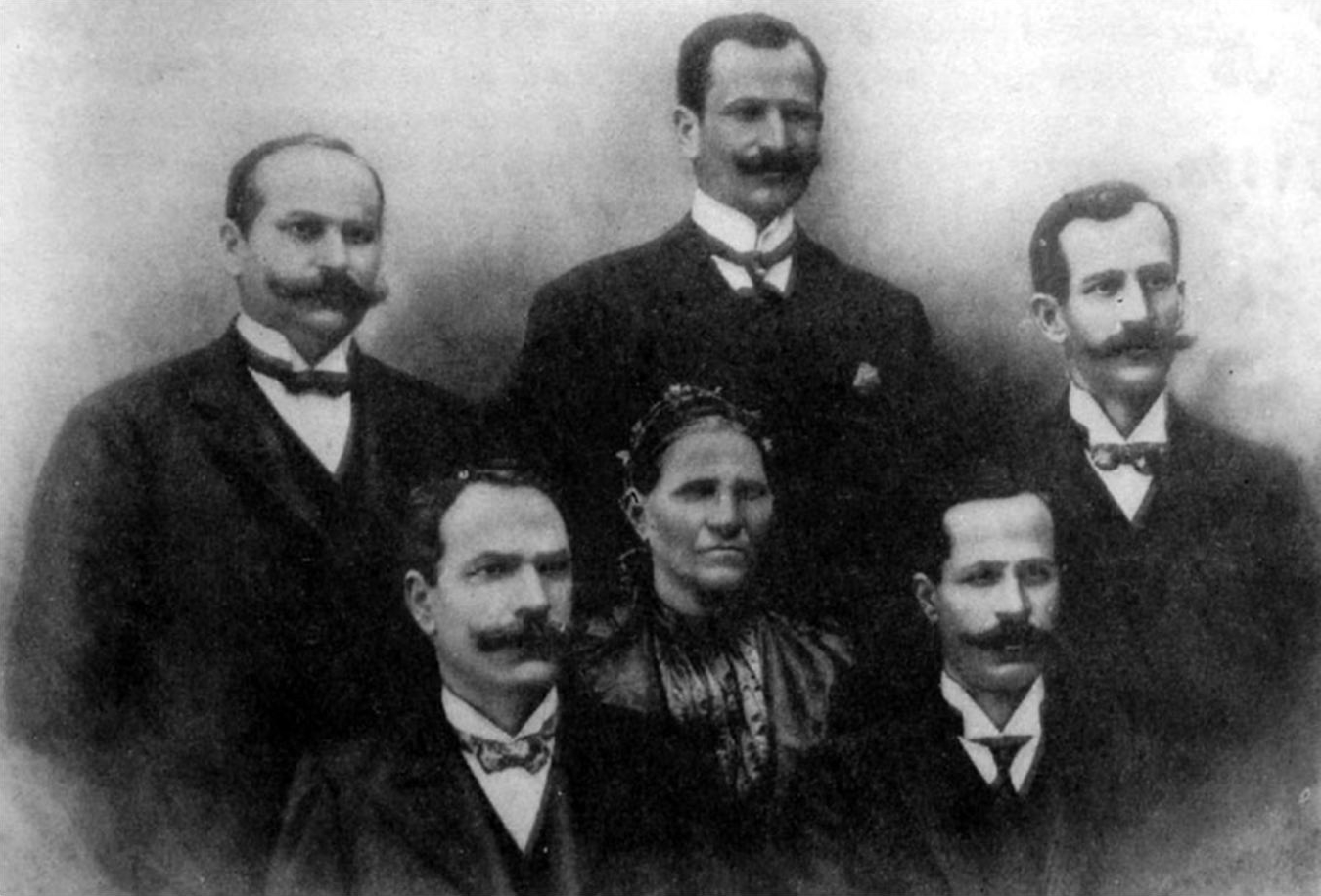
Retrato dos irmãos Jafet e sua mãe Utroch Farah Tebecherani

No ano de 1923, a família Jafet se muda para a residência. Após cinco anos, em 1928, Basílio Jafet registra em cartório que a propriedade deve ser perpétua de suas filhas, a após a morte delas, se tornar um museu de antiguidades.
Ápos a morte de Basílio Jafet, no ano de 1947, suas filhas continuaram a viver no local, até o ano de 1957. Ao saírem do imóvel, a propriedade foi alugada para o Hopital da Sancil, que funcionou no local até por volta dos anos 1975. Posteriormente, o Palácio dos Cedros se transformou em um templo Hare Krishna, batizado de Templo do Ipiranga.
No início da década de 1990, a propriedade foi vendida para a empresa IBF(Indústria Brasileira de Formulários), que funcionou no local até o ano de 1996. Depois, o local foi comprado e transformado no espaço de eventos Palácio dos Cedros.

## Arquitetura
No ano de 1923, na época localizado no número 798 da rua Bom Pastor, atual 800, o palácio de Basílio Jafet era inaugurado. O responsável pelo projeto arquitetônico foi a construtora de Heribaldo Siciliano, engenheiro também responsável por diversos prédios icônicos de São Paulo, como o Edificio Caio Prado, Palácio dos Correios e Faculdade de Medicina da Universidade de São Paulo.
O seu nome provém do jardim da residência, que possui cedros – vegetação originária do Líbano - em seu redor. A mansão é semelhante a um castelo renascentista, mas a presença dos estilos oriental, barroco e clássico é nítida nos detalhes e decorações da propriedade.
Na entrada, uma escadaria de mármore Carrara que leva até o hall principal. Dentro do imóvel, no primeiro ambiente, há um vão livre, que une o piso inferior ao superior. Entre os detalhes estão colunas, capitéis e arcos, adornados com brasões e anjos de estilo barroco. Através de dois vitrais do estilo art-noveau, um localizado no teto e o outro localizado na escadaria do hall principal, a casa é iluminada através da luz do sol. Ao todos, são mais de 50 cômodos no palácio, que são distribuídos em quatro andares.
Durante os anos em que a família morou no local, muitas presenças ilustres compareceram a recepções. É registrado que no ano de 1954, o então presidente do Líbano Camille Chamoun e sua esposa Zehfa Chamoun, visitaram a residência.
No ano de 1928, Basílio registrou em cartório que a propriedade fosse perpétua da família e, após a morte de suas duas filhas Violeta e  Ângela, o imóvel fosse doado ao Governo do Estado de São Paulo. Seu desejo era que sua residência se transformasse em um “museu de antiguidades”, o que não ocorreu até os dias atuais.

### Palacete Violeta

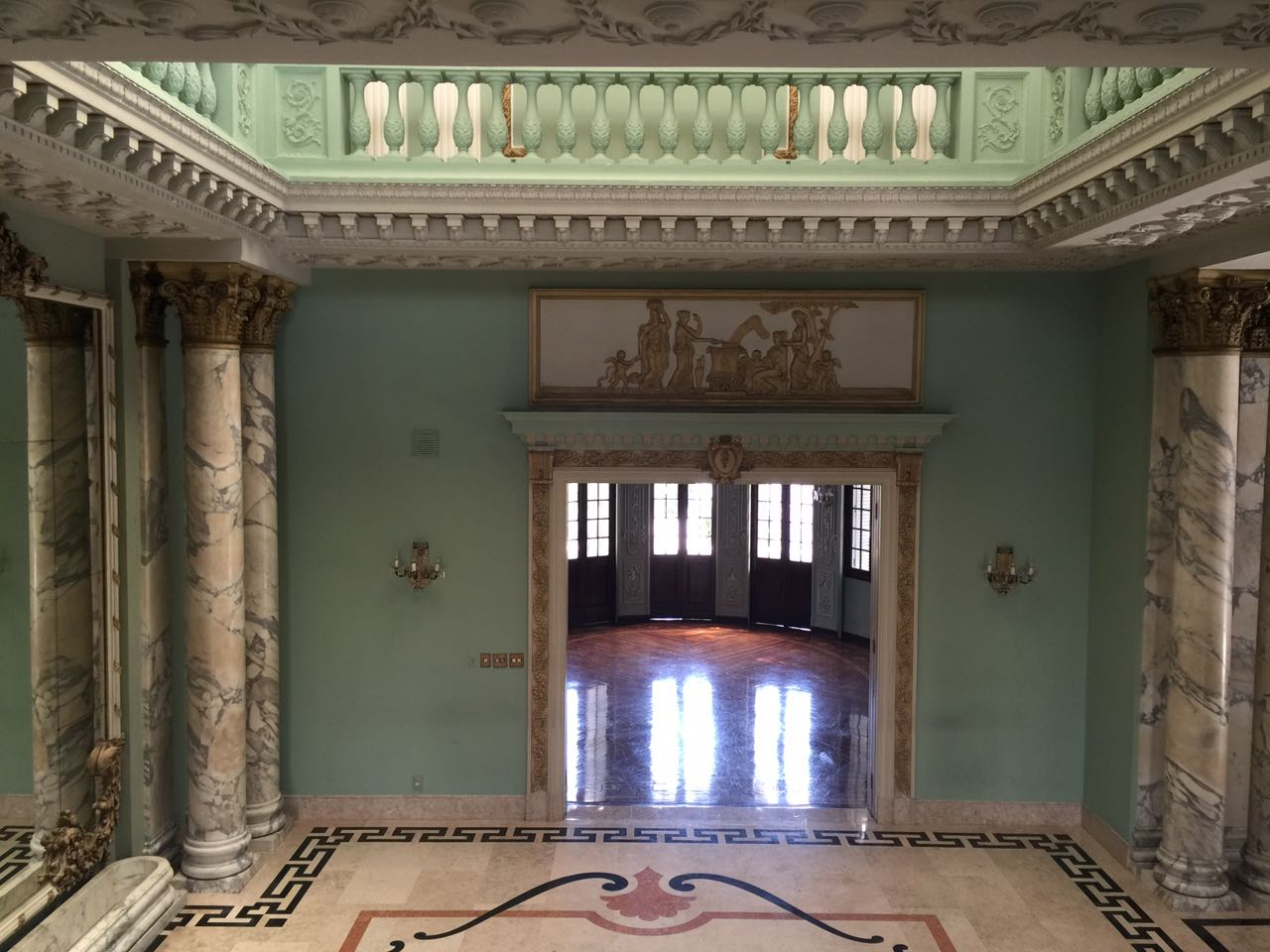
Sala do Palacete Violeta

Construído no ano de 1934, no mesmo terreno do Palácio dos Cedros, está localizado outra residência da família, essa, feita para a filha Violeta Jafet e seu marido, Chedid Jafet. Os profissionais responsáveis pela obra foram o engenheiro João Furtinger, e o arquiteto Eduardo Benjamin Jafet.
Trata-se de uma cópia do Castelo de Vitor Hugo da França. Logo no primeiro andar, há um hall revestido de espelhos, inspirado na sala dos espelhos do Palácio de Versailles. Adjunta ao salão, uma grande escadaria, feita de mármore Travertino, que proporciona acesso ao piso superior.
Por vontade de Violeta Jafet, foi inserida no projeto arquitetônico, uma sala de jantar inspirada em um cômodo do Palácio de Sans-Souci, localizado na Alemanha. A sala em questão, é uma homenagem ao escritor e filósofo Voltaire. Para a construção da residência, foram utilizados objetos importados da Europa, por membros do Liceu de Artes e Ofícios de São Paulo. Assim como a casa de seu pai, o palacete de Violeta e Chedid também era o palco de diversos encontros políticos importantes, principalmente durante a década de 1950, quando Ricardo Jafet assumia o cargo de presidente do Banco do Brasil, na época batizado de Banco Central. É registrado que Adhemar de Barros, Arthur Bernardes, Juscelino Kubitschek e Benedito Valadares.

## Significado Histórico e Cultural
A família Jafet possui muita importância para o desenvolvimento econômico e urbano da cidade de São Paulo, especialmente para o bairro do Ipiranga, pois muito do crescimento da região se deve aos esforços da família.
O processo de Tombamento do Imóvel se deu através da do Conselho Municipal de Preservação do Patrimônio Histórico, Cultural e Ambiental da Cidade de São Paulo, o CONPRESP, através de uma decisão unânime dos presentes na 345ª Reunião Extraordinária, realizada no dia 28 de junho de 2005. Os motivos que justificam o tombamento do Palácio dos Cedros e mais o conjunto de cinco moradias do bairro do Ipiranga em que membros da família Jafet residiram, são: os valores arquitetônico das construções, ambiental, histórico e paisagístico. Outra razão também é a necessidade de preservação da história de uma família pioneira de imigrantes que vieram do Líbano para São Paulo, e trouxeram grandes progressos para a região do Ipiranga e para São Paulo. Os locais, também são marcos para a cidade.
Na data do tombamento, também ficou definido a forma de tombamento do edifício, que devem preservar de forma integral as fachadas e cobertura, de forma que não altere suas características arquitetônicas. O ambiente interno também deve manter a forma original, o que inclui escadarias, colunas, portas, molduras, corrimãos e detalhes. A planta também deve ser mantida de forma original, preservando os jardins, formato e vegetação. Outro detalhe do processo de tombamento, é que qualquer obra e pequenos reparos na propriedade deve ser previamente estudada pelo DPH(Departamento do Patrimônio Histórico) e aprovada pelo Concresp.

## Atualidade
Atualmente, o Palácio dos Cedros funciona como um espaço de eventos para festas de casamento, debutantes e eventos corporativos, através de reservas. A visitação do local só é permitida através de prévio contato com a gerência, caso seja convidado para um evento, ou seja o anfitrião.

### Galeria

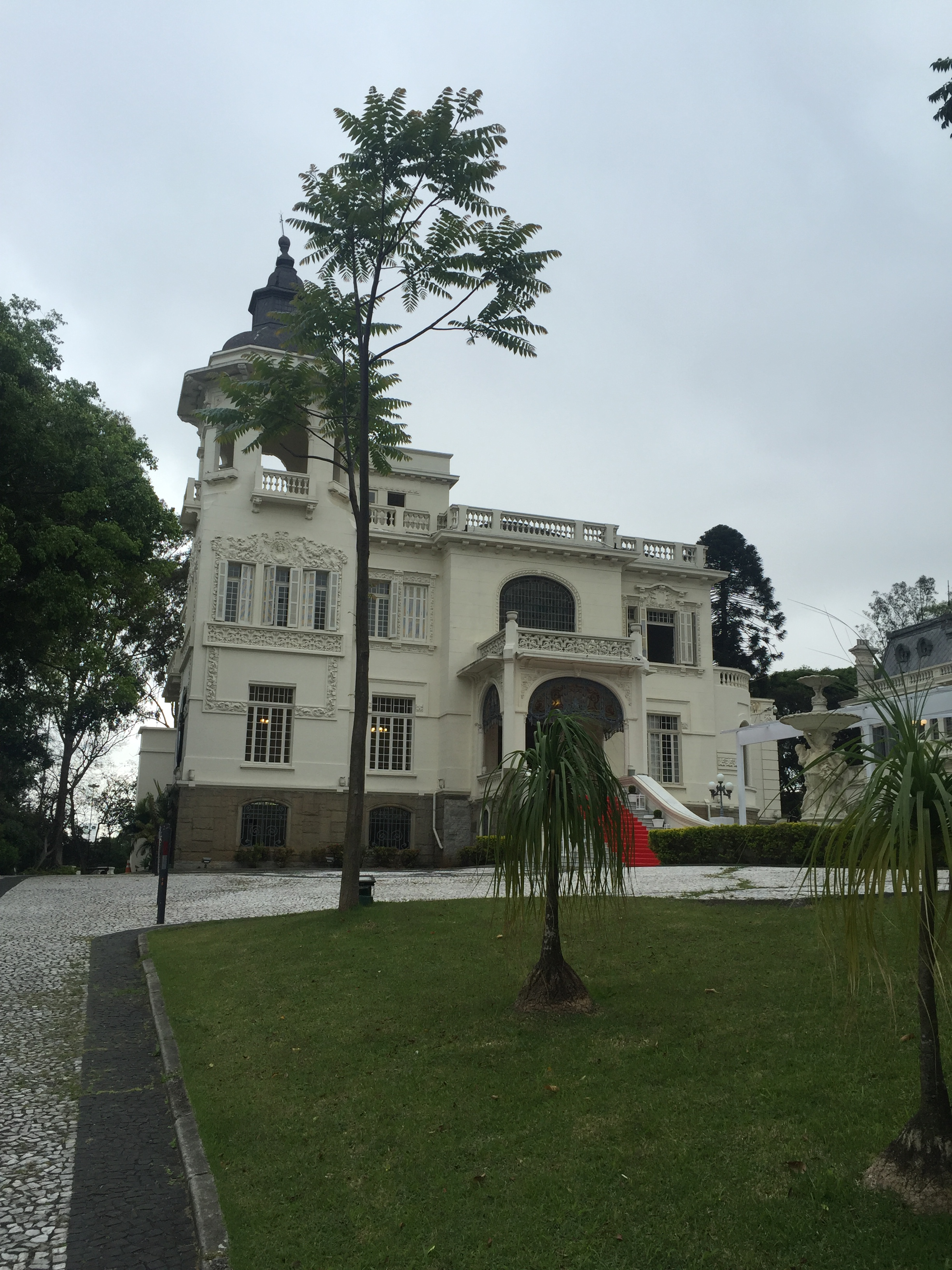
Vista do Palácio dos Cedros
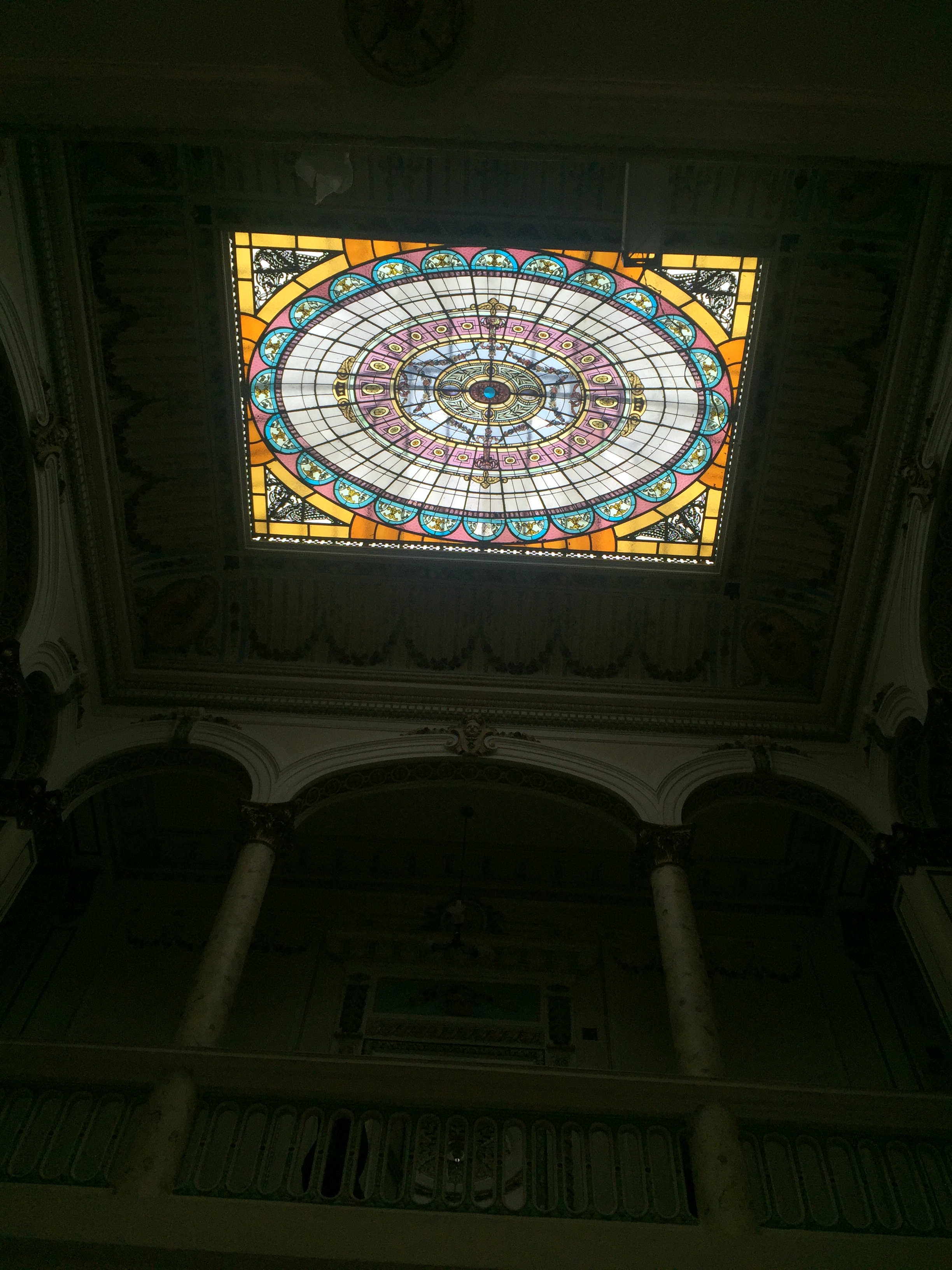
Claraboia de vitral
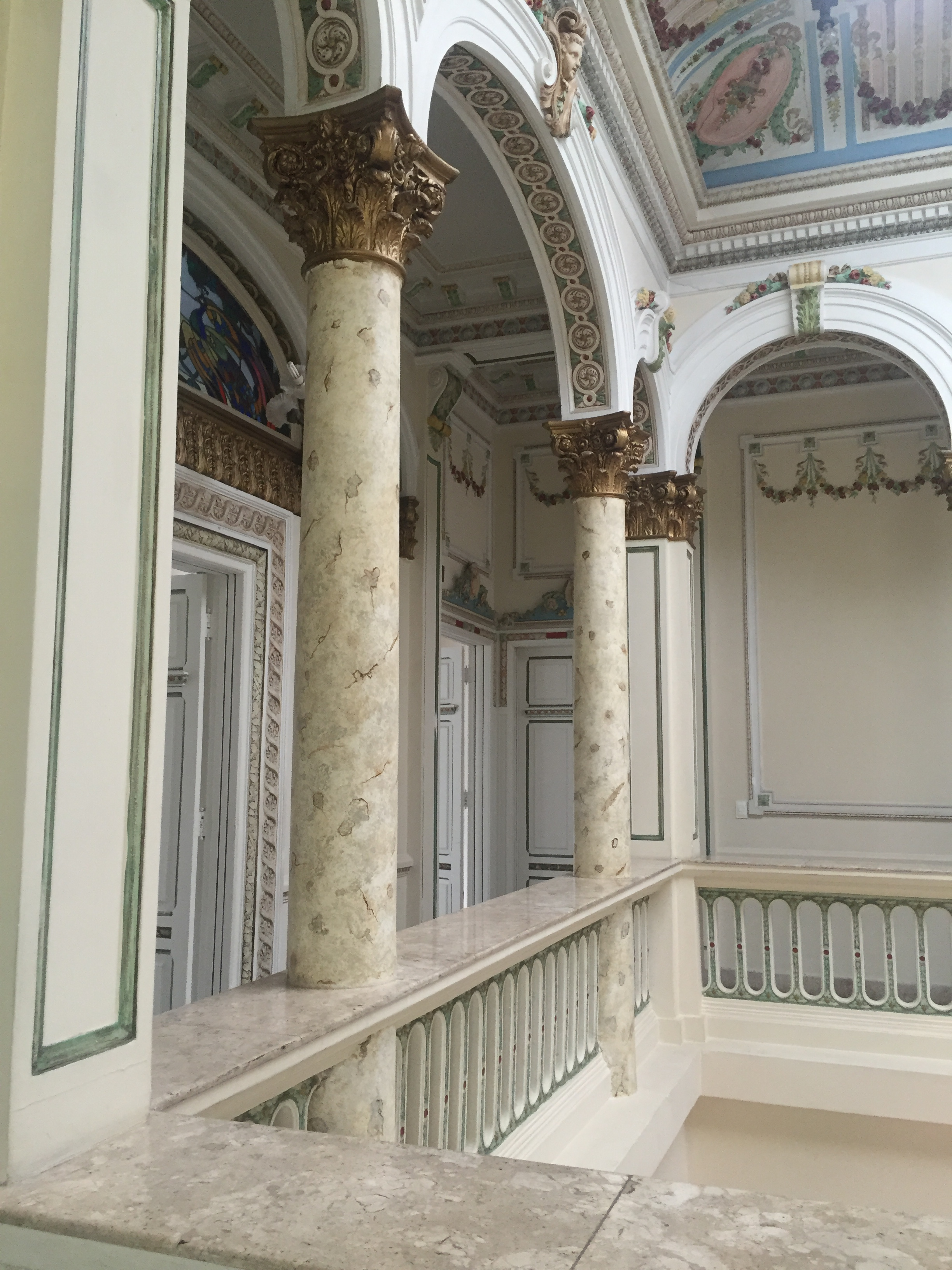
Detalhe das colunas do 2º andar
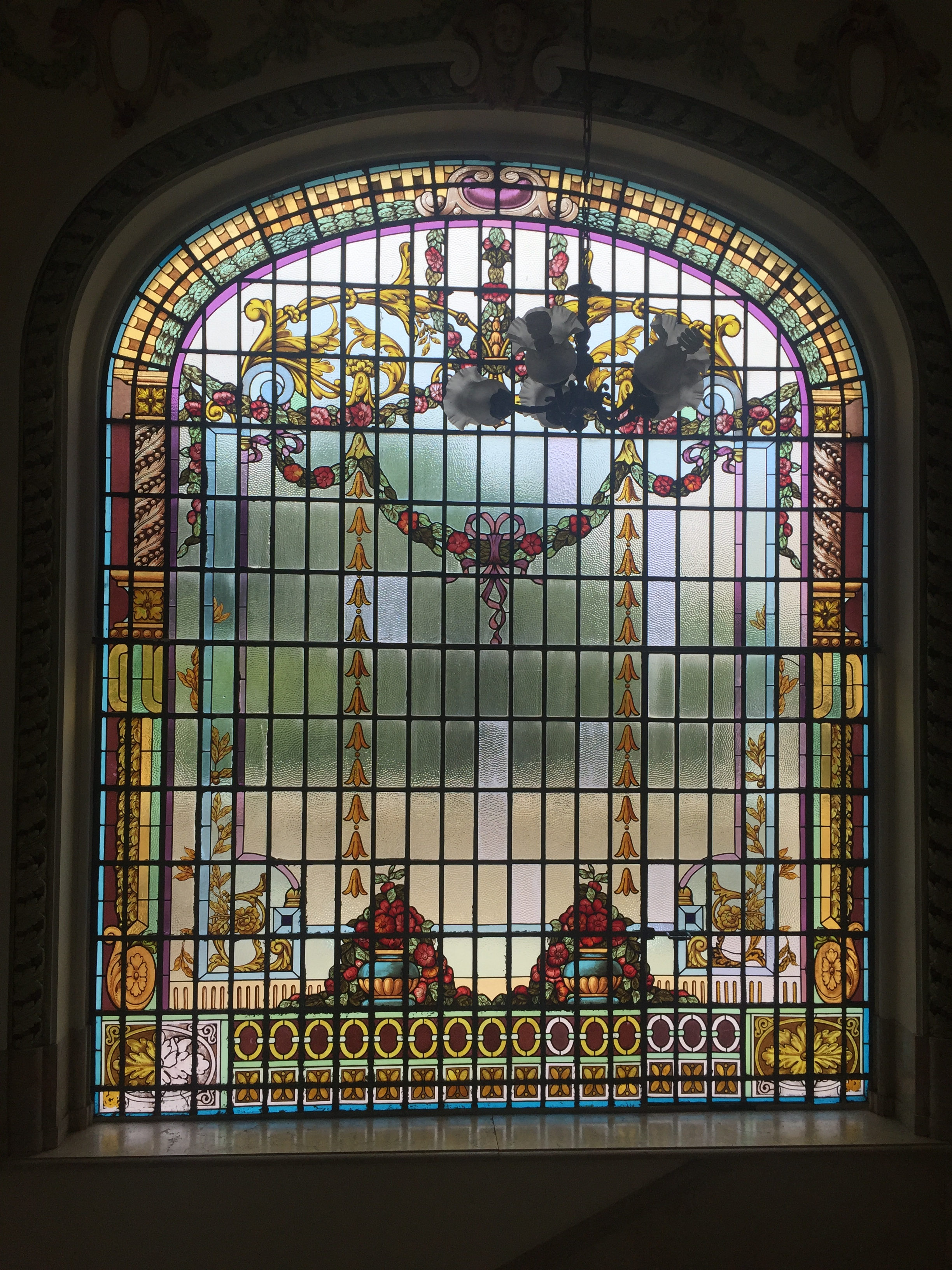
Vitral do hall frontal
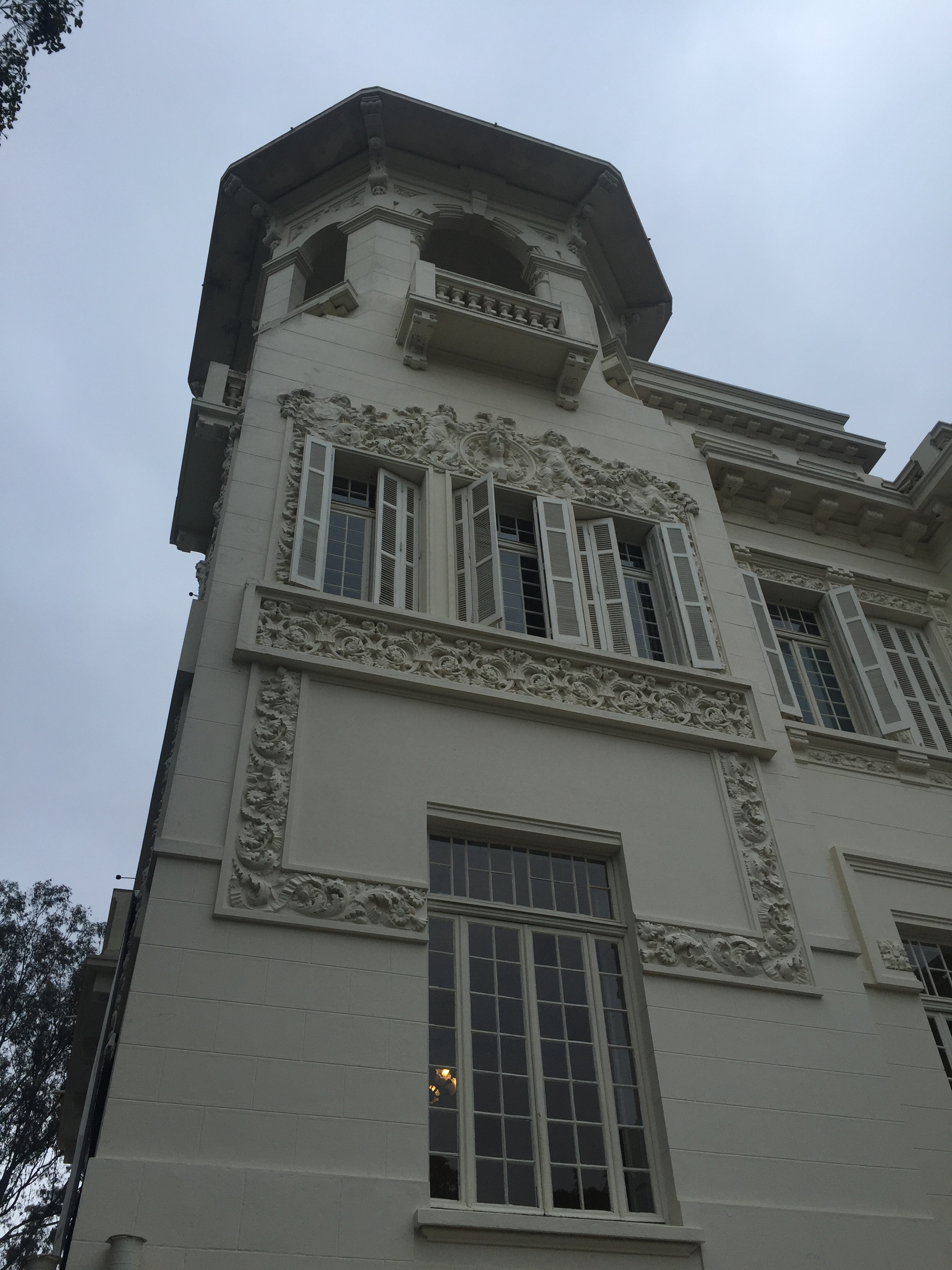
Vista da torre
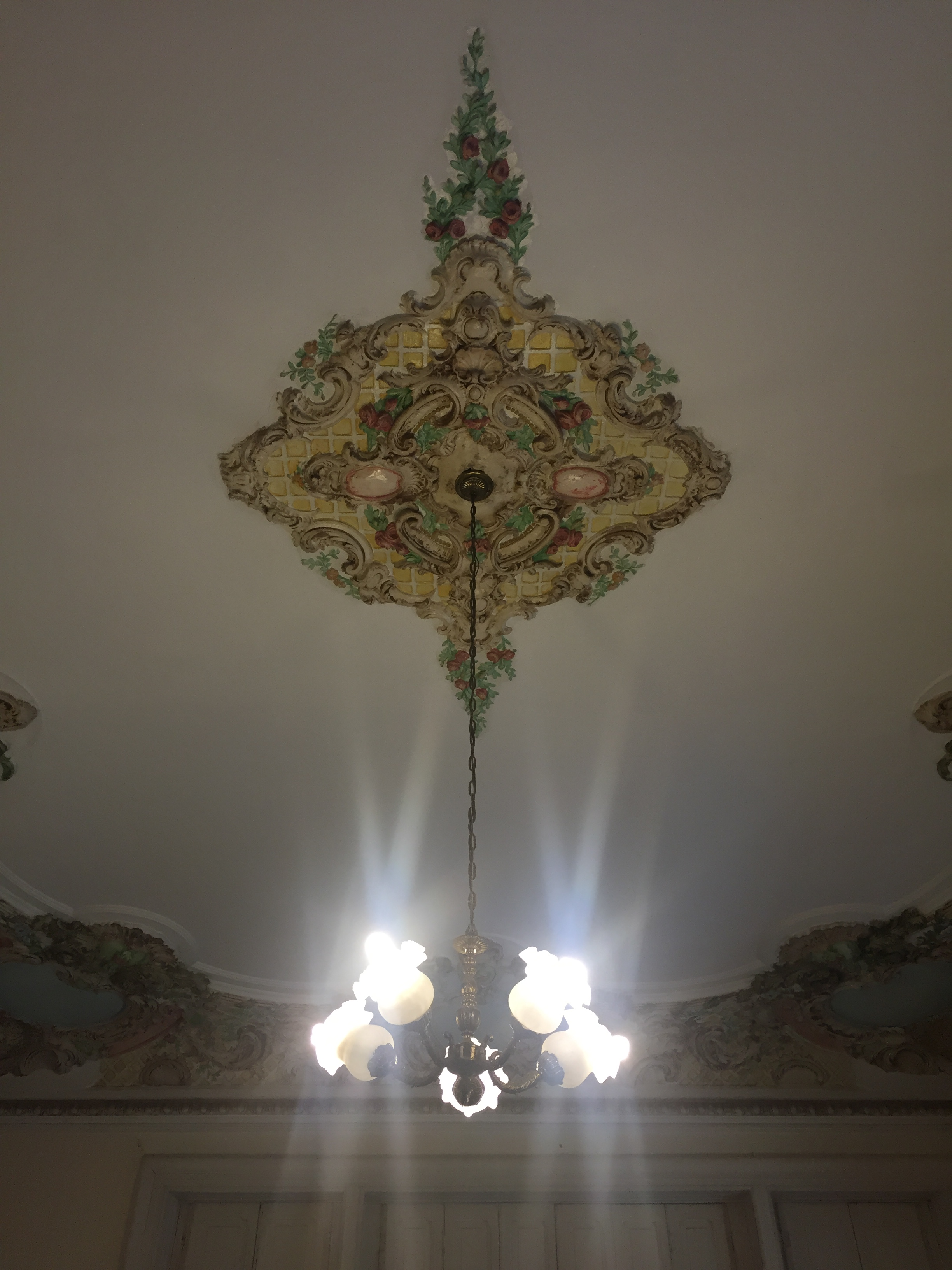
Detalhe do lustre